# Zhongxingji
Zhongxingji (kinesiska: 众兴集) är en köping i östra Kina. Den ligger i Huoqiu härad i staden Lu'an i provinsen Anhui, omkring 110 kilometer väster om provinshuvudstaden Hefei. Antalet invånare är 42507. Befolkningen består av 20 460 kvinnor och 22 047 män. Barn under 15 år utgör 16,0 %, vuxna 15-64 år 72 %, och äldre över 65 år 10,0 %.